# Львівська політехніка (гандбольний клуб)
«Львівська політехніка-ЛФКС» — український жіночий гандбольний клуб зі Львова. Заснований 2019 року, триразовий чемпіон (2020, 2021, 2022) та срібний призер (2025) Вищої ліги України, бронзовий призер Суперліги України (2023), бронзовий призер Кубка України (2023).

## Історія

### Сезон 2019/2020
Об'єднана жіноча гандбольна команда Клубу ігрових видів споту, НУ «Львівська політехніка» та Львівського училища фізичної культури дебютувала у Вищій лізі чемпіонату України в сезоні 2019/2020. У цьому ж сезоні стали чемпіонками, отримавши 12 перемог в 14 іграх. У розіграші Кубка України пройшли до чвертьфіналу.

### Сезон 2020/2021
З листопада 2020 року команда, що представляє у Вищій лізі НУ «Львівська політехніка» та Львівський фаховий коледж спорту починає тренуватись та грати в реконструйованому спорткомплексі «Львівська політехніка» (колишньому палаці спорту «Трудові резерви»). Груповий етап чемпіонату «Львівська політехніка-ЛФКС» завершує на першому місці та, перемігши у всіх матчах фінального етапу здобуває друге в історії «золото».
У матчах 1/8 фіналу Кубка України команда двічі перемагає «Бровари БСФК» з міста Бровари, але припиняє боротьбу за Кубок внаслідок двох поразок (технічної та в очному протистоянні) в матчах 1/4 фіналу проти миколаївського «Реала».

### Сезон 2021/2022
Перемігши у попередніх сезонах клуб здобув право участі у Суперлізі України, але через брак фінансування знову кваліфікувались у Вищу лігу.
У матчах 1/8 фіналу Кубка України 2021—2022 жереб звів команду з херсонською «Дніпрянкою». Програвши в обох матчах 22 і 23 січня 2022 року в Херсоні «Львівська політехніка» вибуває з розіграшу Кубка України.
Перше коло чемпіонату України «Львівська політехніка» завершує на першій сходинці турнірної таблиці Західної групи. На новорічні канікули команда пішла маючи своєму активі 7 перемог та одну нічию.
У зв’язку з повномасштабною російсько-українською війною, введенням на всій території Україні воєнного стану проведення чемпіонату України було призупинено,    а вихованки ЛФКС та тренер Анастасія Дорожівська були змушені продовжити тренування в польському місті Хожув, де в складі об'єднаної команди «KPR Ruch Chorzow/Lviv Sport College» провели благодійні товариські матчі та здобули „золоті“ нагороди турніру «Молодіжний Кубок Сілезії»
26 квітня 2022 року на засіданні Комітету з організації та проведення змагань ФГУ вирішили завершити чемпіонат та визначити підсумкові місця команд згідно з турнірною таблицею станом на 24 лютого 2022 року — «Львівська політехніка-ЛФКС» здобула третє поспіль чемпіонство у Вищій лізі.

### Сезон 2022/2023
В українській Суперлізі сезону 2022/2023 «Львівська політехніка» та ще 5 команд-учасниць провели  6 турів за з'їздною системою. Тренували команду Віталій Надич та Василь Козар.
Після двох зіграних у 2022 році турів Суперліги команда посідає 4-е місце турнірної таблиці, маючи в своєму активі 2 перемоги у п'яти матчах.  
З середини грудня 2022 року воротарка Тетяна Миколюк долучається до «Галичанки» у матчах польської Суперліги.
Перемігши в семи матчах з чотирнадцяти у переддень завершення сезону «Львівська політехніка» закріпилась на третьому місці турнірної таблиці.
На XVIII Літній Універсіаді України, що проходила з 1 червня по 5 червня 2023 у Львові гравчині команди — студентки НУ «Львівська політехніка» здобули „срібні“ нагороди..

### Сезон 2023/2024
У зв'язку з фінансовими труднощами команда не бере участі у жіночих українській Суперлізі та Вищій лізі, а заявляється у Першу лігу.  Воротарка Анна Халупа, розігруюча Ольга Братковська, ліва крайня Олена Гнелицька та права півсередня Вероніка Щерба грають в цьому сезоні за миколаївський «Реал», ліва крайня Юлія Гутник, Анастасія Дутко, розігруюча Каріна Здріла та воротарка Тетяна Миколюк — за львівську «Галичанку».
У 1/8 Кубка України жереб звів команду з суперліговою командою «ДЮСШ-1-ХНУ» (м. Хмельницький). Програвши в обидвох матчах з рахунками 17:33 та 18:21 львів'янки вибувають з боротьби за трофей.
Перемігши в усіх дев'яти матчах чемпіонату України Першої ліги «Львівська політехніка» за три гри до закінчення сезону здобуває „золоті“ нагороди чемпіонату.

### Сезон 2024/2025
У цьому сезоні «Львівська політехніка» грала у Вищій лізі. Разом з п'ятьма командами провела в чемпіонаті 10 з’їзних двоматчевих турів. Перший тур команда приймала на домашній арені — спорткомплексі «Львівська політехніка» 11 жовтня та 12 жовтня 2024 року.
Як і минулоріч, у 1/8 Кубка України жереб звів команду з суперліговою командою «ДЮСШ-1-ХНУ» (м. Хмельницький). Програвши в обидвох матчах з рахунками 25:31 та 23:42 львів'янки вибувають з боротьби за трофей.
«Львівська політехніка» здобула "срібло" чемпіонату маючи в своєму активі 17 перемог та 3 поразки. Поступалась команда лише «Збірній Київської області КОСФК».

## Склад команди

### Сезон 2022/2023
| №  | Ім'я, прізвище        | Позиція          | Спорт. звання | Країна | Дата народження | Зріст  | Вага  |
| -- | --------------------- | ---------------- | ------------- | ------ | --------------- | ------ | ----- |
| 1  | Анна Халупа           | воротар          | ?             |        | 13/12/2001      | 176 см | 68 кг |
| 2  | Єлизавета Коваль      | розігруюча       | КМС           |        | 19/04/2005      | 168 см | 56 кг |
| 3  | Валентина Фроляк      | ліва півсередня  | КМС           |        | 11/01/2001      | 187 см | 82 кг |
| 4  | Вікторія Коваль       | права півсередня | КМС           |        | 19/04/2005      | 168 см | 56 кг |
| 5  | Вероніка Щерба        | права півсередня | КМС           |        | 12/05/2003      | 168 см | 64 кг |
| 6  | Софія Савчин          | ліва крайня      | КМС           |        | 28/09/2003      | 176 см | 60 кг |
| 7  | Людмила Анцупова      | розігруюча       | ?             |        | 27/11/1984      | 178 см | 73 кг |
| 8  | Олена Гнелицька       | ліва крайня      | КМС           |        | 02/11/2003      | 160 см | 62 кг |
| 9  | Юлія Гутник           | ліва крайня      | КМС           |        | 23/06/2006      | 166 см | 62 кг |
| 10 | Ванесса Лакатош       | ліва півсередня  | КМС           |        | 08/06/2006      | 180 см | 76 кг |
| 10 | Анастасія Дорожівська | ліва крайня      | МС            |        | 01/02/1996      | 162 см | 62 кг |
| 11 | Каріна Здріла         | розігруюча       | КМС           |        | 19/03/2006      | 164 см | 68 кг |
| 13 | Зоряна Дуда           | права півсередня | КМС           |        | 02/08/2004      | 176 см | 74 кг |
| 16 | Тетяна Миколюк        | воротар          | КМС           |        | 01/09/2003      | 176 см | 62 кг |
| 18 | Світлана Незгода      |                  | МС            |        | 03/03/1980      | 176 см | 67 кг |
| 21 | Владbслава Сорокіна   | розігруюча       | КМС           |        | 05/03/2007      | 165 см | 43 кг |
| 55 | Тетяна Карковська     | ліва крайня      | МС            |        | 03/02/1981      | 164 см | 61 кг |
| 55 | Ольга Братковська     | розігруюча       | МС            |        | 24/07/2001      | 172 см | 56 кг |

### Сезон 2023/2024
| №  | Ім'я, прізвище      | Позиція            | Спорт. звання | Країна | Дата народження | Зріст  | Вага  |
| -- | ------------------- | ------------------ | ------------- | ------ | --------------- | ------ | ----- |
| 1  | Анжеліка Грабчак    | воротарка          | КМС           |        | 06/11/2007      | 171 см | 74 кг |
| 2  | Софія Гіщак         | лінійна            | КМС           |        | 02/11/2007      | 177 см | 64 кг |
| 3  | Крістіна Гедзь      | ліва півсередня    | КМС           |        | 09.04.2008      | 170 см | 50 кг |
| 4  | Анастасія Довганюк  | ліва крайня        | КМС           |        | 12.02.2007      | 170 см | 50 кг |
| 5  | Єлизавета Коваль    | розігруюча         | МС            |        | 19/04/2005      | 168 см | 56 кг |
| 6  | Софія Заплатинська  | права крайня       | КМС           |        | 15.12.2007      | 170 см | 50 кг |
| 7  | Вікторія Мальована  | ?                  | КМС           |        | 2007            | 170 см | 60 кг |
| 9  | Вікторія Коваль     | права півсередня   | МС            |        | 19/04/2005      | 168 см | 56 кг |
| 12 | Аніта Стеценко      | воротарка          | КМС           |        | 23.07.2007      | 183 см | 70 кг |
| 13 | Анастасія Сорока    | лінійна            | ?             |        | 02.01.2007      | 171 см | 60 кг |
| 15 | Олександра Гагіна   | права крайня       | КМС           |        | 13.08.2007      | 170 см | 50 кг |
| 16 | Наталія Ткач        | воротарка          | КМС           |        | 05.02.2008      | 170 см | 50 кг |
| 17 | Андріана Скіцько    | розігруюча         | КМС           |        | 17/04/2007      | 170 см | 50 кг |
| 21 | Владислава Сорокіна | крайня, розігруюча | КМС           |        | 05.03.2007      | 165 см | 43 кг |

## Світлини

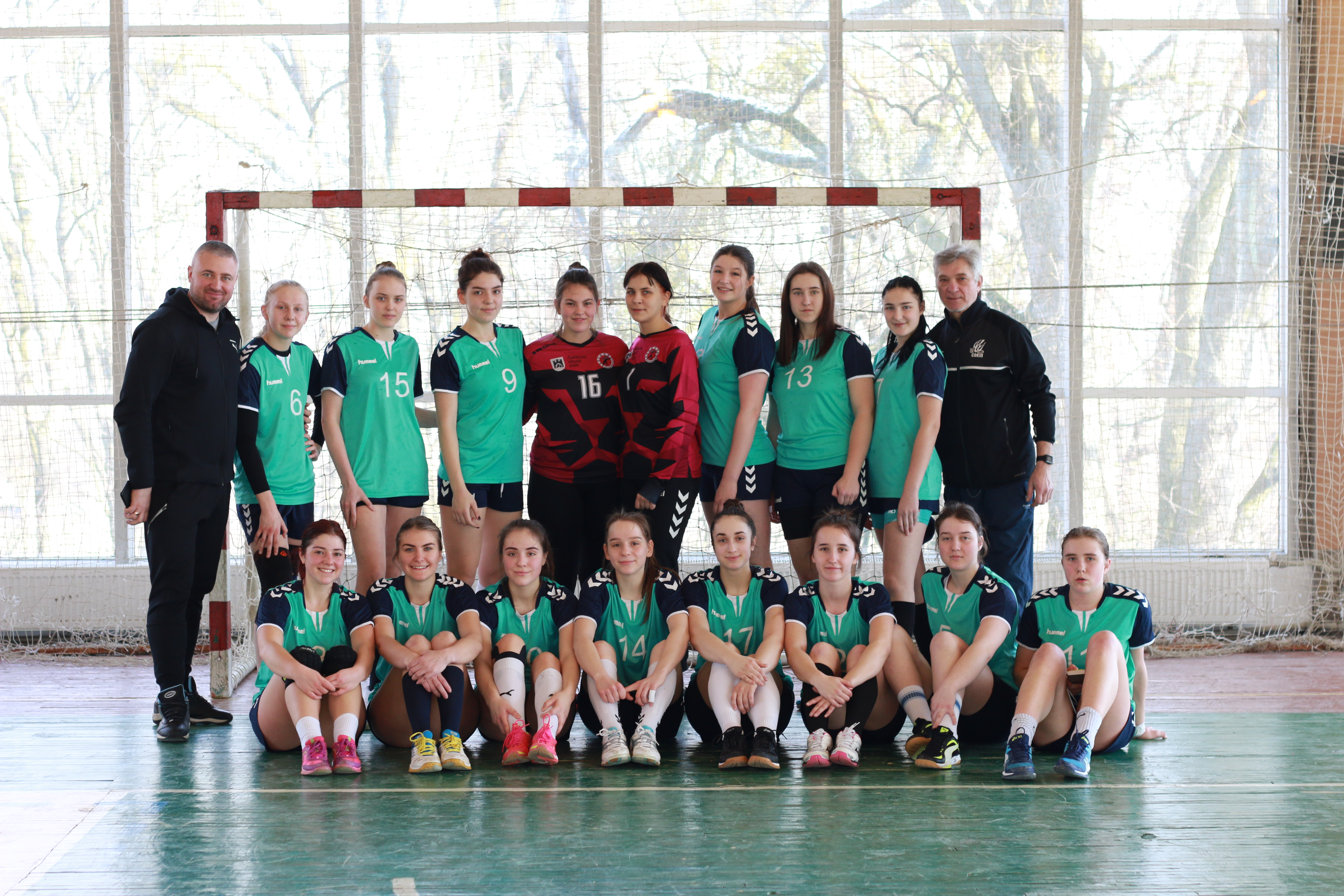
Команда у сезоні 2019/2020
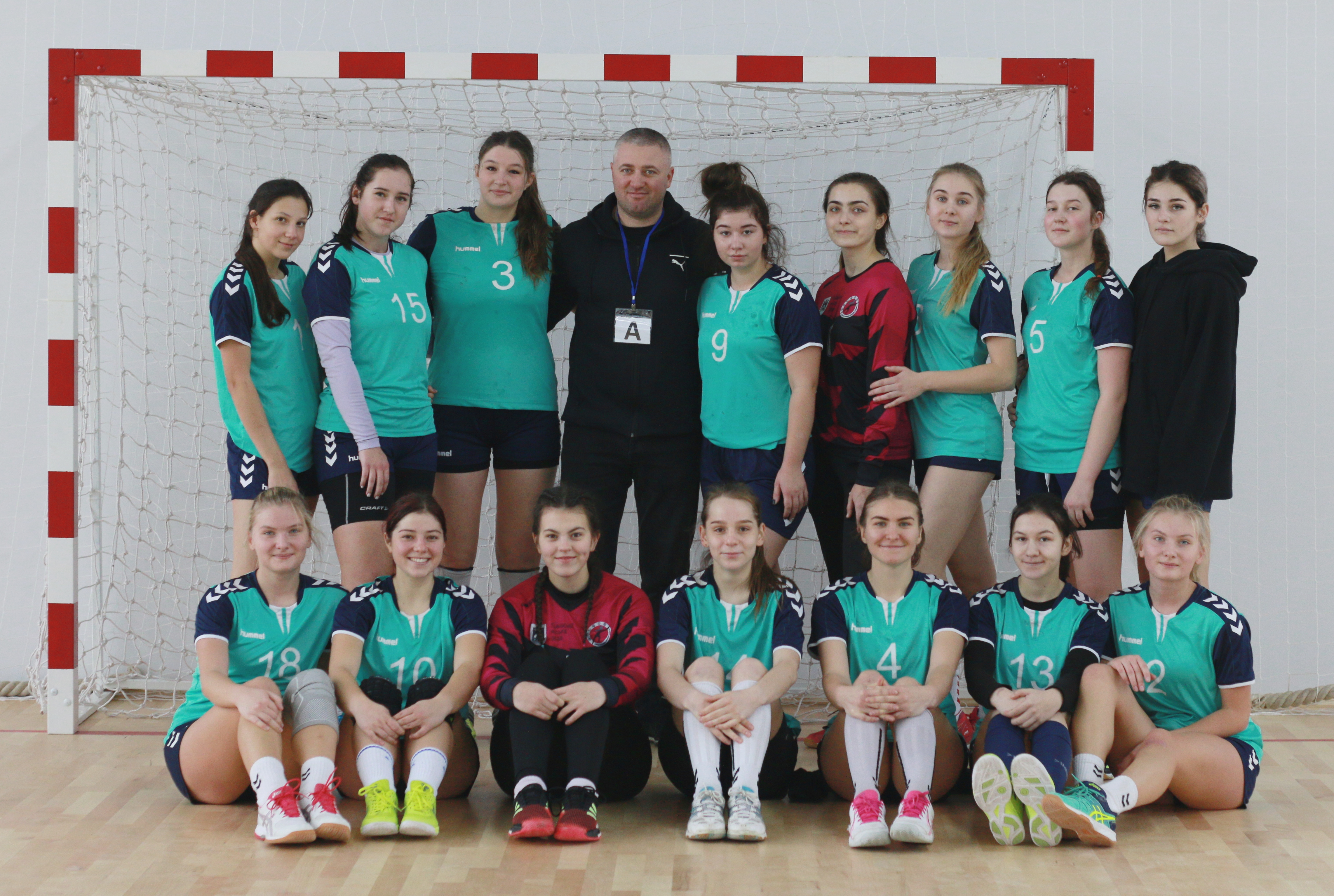
Команда у сезоні 2020/2021
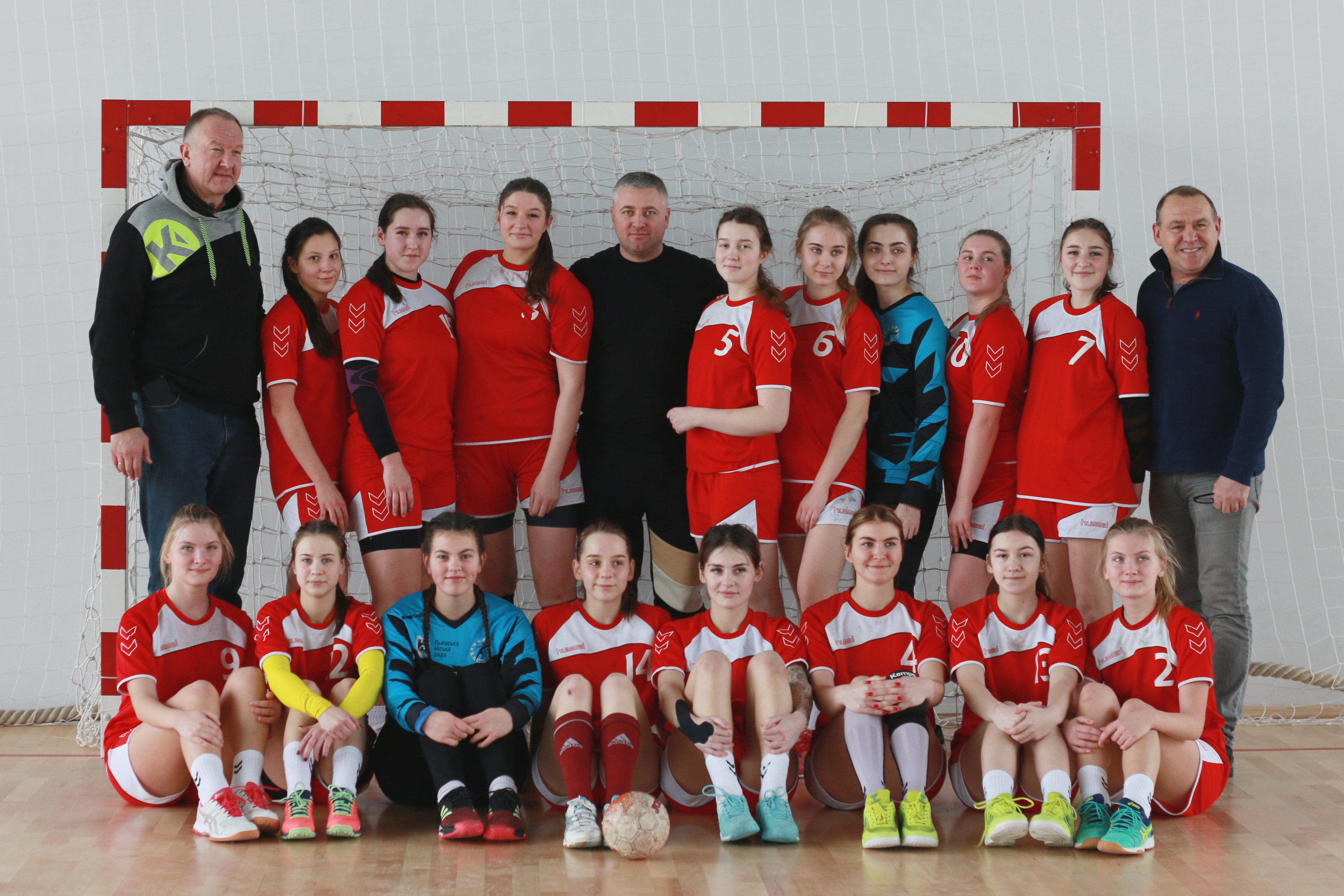
Команда у сезоні 2020/2021

## Усі сезони
| Сезон   | Ліга | Ігор | В  | Н | П | М       | О  | Місце |
| ------- | ---- | ---- | -- | - | - | ------- | -- | ----- |
| 2019/20 | Д2   | 14   | 12 | 1 | 1 | 436:306 | 25 | 1(10) |
| 2020/21 | Д2   | 20   | 19 | 0 | 1 | 716:480 | 36 | 1(10) |
| 2021/22 | Д2   | 8    | 7  | 1 | 0 | 255:161 | 15 | 1( 9) |
| 2022/23 | Д1   | 15   | 7  | 1 | 7 | 403:399 | 15 | 3(6)  |
| 2023/24 | Д3   | 9    | 9  | - | 0 | 212:111 | 26 | 1(4)  |
| 2024/25 | Д2   | 20   | 17 | - | 3 | 691:523 | 51 | 2(6)  |